# USS Kitkun Bay (CVE-71)
USS (CVE-71) là một tàu sân bay hộ tống lớp Casablanca được Hải quân Hoa Kỳ chế tạo trong Chiến tranh Thế giới thứ hai. Kitkun Bay đã hoạt động cho đến hết Thế Chiến II, xuất biên chế năm 1946 và bị bán để tháo dỡ năm 1947. Nó được tặng thưởng danh hiệu Đơn vị Tuyên dương Tổng thống cùng sáu Ngôi sao Chiến trận do thành tích phục vụ trong Thế Chiến II.

## Thiết kế và chế tạo
Kitkun Bay nguyên dự định mang ký kiệu lườn AVG, nhưng được xếp lại lớp thành ACV-71 vào ngày 20 tháng 8 năm 1942 trước khi được đặt lườn tại Xưởng tàu Vancouver của hãng Kaiser Company, Inc. ở Vancouver, Washington vào ngày 3 tháng 5 năm 1943. Nó được xếp lại lớp thành CVE-71 vào ngày 15 tháng 7 trước khiđược hạ thủy vào ngày 8 tháng 11 năm 1943; được đỡ đầu bởi bà Edward A. Cruise; và nhập biên chế vào ngày 15 tháng 12 năm 1943 dưới quyền chỉ huy của Hạm trưởng, Đại tá Hải quân J. P. Whitney.

## Lịch sử hoạt động
Sau khi hoàn tất chạy thử máy dọc theo bờ biển Thái Bình Dương, Kitkun Bay khởi hành từ San Diego, California vào ngày 28 tháng 1 năm 1944 cho một chuyến đi tiếp liệu đến căn cứ tại quần đảo New Hebrides. Sau khi chất dỡ hành khách, máy bay và hàng hóa tại đây, nó lên đường quay trở về nhà vào ngày 18 tháng 2, đi ngang qua Trân Châu Cảng và về đến San Diego vào ngày 6 tháng 3. Nó đón lên tàu nhân sự và máy bay thuộc Liên đội Hỗn hợp VC-5 để huấn luyện và thực tập. Sau khi Chuẩn đô đốc Harold B. Sallada, Tư lệnh Đội tàu sân bay 26, đặt cờ hiệu của mình trên tàu, nó lên đường vào ngày 1 tháng 5 để đi Trân Châu Cảng, hoàn tất việc thực tập huấn luyện.
Vào ngày 31 tháng 5, đội đặc nhiệm của Kitkun Bay lên đường để hộ tống các đơn vị bắn phá và vận tải thuộc Đội đặc nhiệm 52.17 đi Saipan. Đến ngày 13 tháng 6, máy bay của nó lần đầu tiên bắn rơi một máy bay đối phương, và sang ngày hôm sau bắt đầu bắn phá và ném bom các vị trí đối phương tại khu vực quần đảo Mariana, luân phiên các phi vụ hỗ trợ cuộc đổ bộ và tuần tra bảo vệ tàu bè về phía Đông Saipan. Tám máy bay đối phương đã bị bắn rơi khi tấn công đội hình của nó vào ngày 17 tháng 6, và các khẩu pháo phòng không của chính nó đã bắn rơi thêm ba chiếc nữa vào ngày hôm sau. Sang đầu tháng 7, con tàu có một dịp nghỉ ngơi ngắn tại Eniwetok, và đến ngày 14 tháng 7 lại tiếp nối các hoạt động tại Saipan và Tinian, và tại Guam từ ngày 2 đến ngày 4 tháng 8.
Kitkun Bay rút lui về Espiritu Santo thuộc quần đảo New Hebrides để bảo trì trước khi đi sang khu vực quần đảo Solomon, tiếp tục thực hành hỗ trợ các chiến dịch đổ bộ. Nó khởi hành đi sang phía Tây vào ngày 8 tháng 9, khi đơn vị đặc nhiệm của nó hộ tống một lực lượng tấn công lên các đảo Peleliu và Angaur thuộc nhóm quần đảo Palau, và hỗ trợ cho cuộc tấn công từ ngày 15 đến ngày 21 tháng 9. Con tàu rút lui về đảo Manus thuộc quần đảo Admiralty để chuẩn bị cho chiến dịch đổ bộ tiếp theo lên Leyte thuộc quần đảo Philippine.
Khởi hành từ Manus vào ngày 12 tháng 10, Kitkun Bay gia nhập Đơn vị Đặc nhiệm tàu sân bay hộ tống 77.4.3, với mã gọi tắt là "Taffy 3", dưới quyền Chuẩn đô đốc Clifton Sprague, bao gồm sáu tàu sân bay hộ tống và các tàu khu trục bảo vệ. Vào ngày 20 tháng 10, nó bắt đầu tung ra các cuộc tấn công xuống Leyte, từ một vị trí về phía Đông đảo Samar và kéo dài cho đến sáng ngày 25 tháng 10, khi các tàu chiến hạng nặng Nhật Bản xuất hiện trên đường chân trời. Lực lượng Trung tâm hùng mạnh của Hạm đội Liên hợp dưới quyền Phó đô đốc Takeo Kurita, bao gồm bốn thiết giáp hạm, trong đó có chiếc Yamato lớn nhất thế giới, tám tàu tuần dương (sáu hạng nặng và hai hạng nhẹ) cùng 11 tàu khu trục, đã băng qua eo biển San Bernardino mà không bị phát hiện hay ngăn trở, và đang tìm cách tiêu diệt tàu bè vận chuyển và đổ bộ trong vịnh Leyte.
Không có khả năng đấu pháo với các tàu chiến mặt nước hạng nặng đối phương, "Taffy 3" tung ra mọi máy bay đang sẵn có và đổi hướng về phía Đông Nam dưới sự che chở của một màn khói ngụy trang. Trong Trận chiến ngoài khơi Samar diễn ra hai giờ rưỡi tiếp theo sau đó, lực lượng hộ tống bảo vệ đã cơ động dũng cảm và hoạt động khéo léo, những cuộc không kích đánh lạc hướng của máy bay và những mệnh lệnh khôn ngoan của các sĩ quan chỉ huy đã giúp đơn vị tránh được thảm họa bị tiêu diệt. Ở vị trí dẫn đầu đội hình vòng tròn, Kitkun Bay tránh được mọi quả đạn pháo bắn trúng trực tiếp cho dù bị vây quanh càng lúc càng gần, cho đến 09 giờ 25 phút khi đối phương bất ngờ kết thúc trận chiến và rút lui. Tàu sân bay Gambier Bay (CVE-73) kém may mắn và ba tàu hộ tống bị đánh chìm khi chúng chiến đấu anh dũng. Lực lượng Trung tâm đối phương chịu đựng một số hư hại do đạn pháo, và bị mất ba tàu tuần dương do những cuộc không kích bởi máy bay của "Taffy 2" và "Taffy 3".
Giai đoạn kết thúc của trận Hải chiến vịnh Leyte là các cuộc không kích phản công từ cả hai phía. Trước giữa trưa, hỏa lực phòng không của Kitkun Bay đã bắn rơi một máy bay ném bom tấn công tự sát Mitsubishi G4M "Betty"; tuy nhiên nó cũng bị một máy bay tiêm kích Mitsubishi A6M Zero "Zeke" đâm trúng lối đi bên mạn trái, làm thiệt mạng một người và làm bị thương 16 người khác. Tổn thất trong ngày hôm có còn có hai máy bay và đội bay. Sang ngày hôm sau, nó lên đường đi Manus thuộc quần đảo Admiralty để tiếp liệu và sửa chữa.

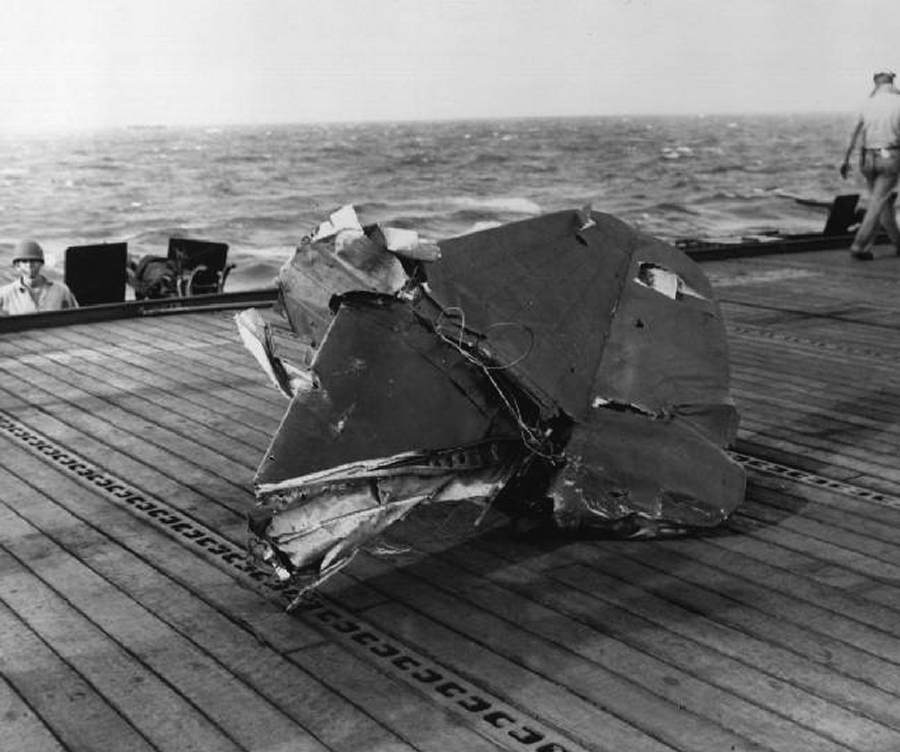
Mảnh cánh đuôi một máy bay Kamikaze Yokosuka D4Y "Judy" trên sàn đáp Kitkun Bay, sau khi nó đâm suýt trúng con tàu và nổ tung dưới biển.

Đi đến Manus vào ngày 1 tháng 11, Kitkun Bay lại khởi hành đi Trân Châu Cảng vào ngày 7 tháng 11, nơi Liên đội Hỗn hợp VC-5 được thay phiên bởi Liên đội Hỗn hợp VC-91. Cho dù bị tàu ngầm đối phương tấn công trên đường đi, nó quay trở lại Manus an toàn vào ngày 17 tháng 12, rồi đến ngày 31 tháng 12 lại lên đường trong thành phần Đơn vị Đặc nhiệm 77.4.3, Đội Hỗ trợ Vận chuyển Lingayen, cho cuộc tấn công lên khu vực Tây Luzon. Sau khi băng qua eo biển Surigao, lực lượng liên tiếp chịu đựng một loạt các cuộc không kích. Lực lượng tuần tra chiến đấu trên không đã bắn rơi nhiều máy bay đối phương, nhưng lúc 18 giờ 57 phút, một máy bay tiêm kích lục quân Nakajima Ki-43 "Oscar" đã vượt qua được hàng rào bảo vệ và đâm vào mạn trái Kitkun Bay giữa tàu ngang mực nước, đồng thời một quả đạn pháo 5 inch cũng bắn trúng bên mạn phải. Một đám cháy bùng phát và con tàu bị ngập nước, tất cả được kiểm soát, nhưng 16 người đã thiệt mạng và 37 người khác bị thương. Sang ngày hôm sau, bị nghiêng và chỉ với một động cơ hoạt động, chiếc tàu sân bay hộ tống rút lui, thoạt tiên đến Leyte rồi Manus, và đi ngang qua Trân Châu Cảng để về đến San Pedro, California vào ngày 28 tháng 2 năm 1945.
Sau khi hoàn tất sửa chữa hai tháng sau đó, Kitkun Bay lại khởi hành đi sang khu vực Tây Thái Bình Dương, và sau một giai đoạn huấn luyện tại vùng biển quần đảo Hawaii, nó khởi hành đi Ulithi vào ngày 15 tháng 6 để nhận nhiệm vụ cùng Đệ Tam hạm đội. Nó lên đường vào ngày 3 tháng 7 trong thành phần hộ tống bảo vệ các tàu sân bay nhanh hoạt động ngoài khơi bờ biển Nhật Bản. Đến giữa tháng 8, con tàu được điều sang Lực lượng Đặc nhiệm 44, được tập trung tại Adak, Alaska nhằm hỗ trợ cho Đô đốc Frank Jack Fletcher trong nhiệm vụ tiếp nhận sự đầu hàng chính thức của Nhật Bản tại khu vực phía Bắc Honshū và Hokkaidō. Đi đến ngoài khơi Honshū vào ngày 7 tháng 9, nó tiếp tục ở lại khu vực này cho đến ngày 27 tháng 9, hỗ trợ các hoạt động nhân đạo trợ giúp tù binh chiến tranh Đồng Minh trong các trại tập trung. Được cho tách ra để tham gia Chiến dịch Magic Carpet, nó thoạt tiên đưa 554 binh lính quay về San Francisco vào ngày 19 tháng 10, rồi tiếp tục những chuyến đi khác đến Trân Châu Cảng và Okinawa, hoàn tất tại San Pedro, California vào ngày 12 tháng 1 năm 1946.
Kitkun Bay đi đến Xưởng hải quân Puget Sound, Bremerton, Washington vào ngày 18 tháng 2, và được cho xuất biên chế tại đây vào ngày 19 tháng 4. Con tàu được bán cho hãng Zidell Machinery & Supply ở Portland, Oregon để tháo dỡ vào ngày 18 tháng 11 năm 1946, và con tàu bị tháo dỡ vào đầu năm 1947.

## Phần thưởng
Kitkun Bay được tặng thưởng danh hiệu Đơn vị Tuyên dương Tổng thống cùng sáu Ngôi sao Chiến trận do thành tích phục vụ trong Thế Chiến II.